# Pengejaran
Pengejaran is een bestuurslaag in het regentschap Bangli van de provincie Bali, Indonesië. Pengejaran telt 728 inwoners (volkstelling 2010).